# Blookerpark

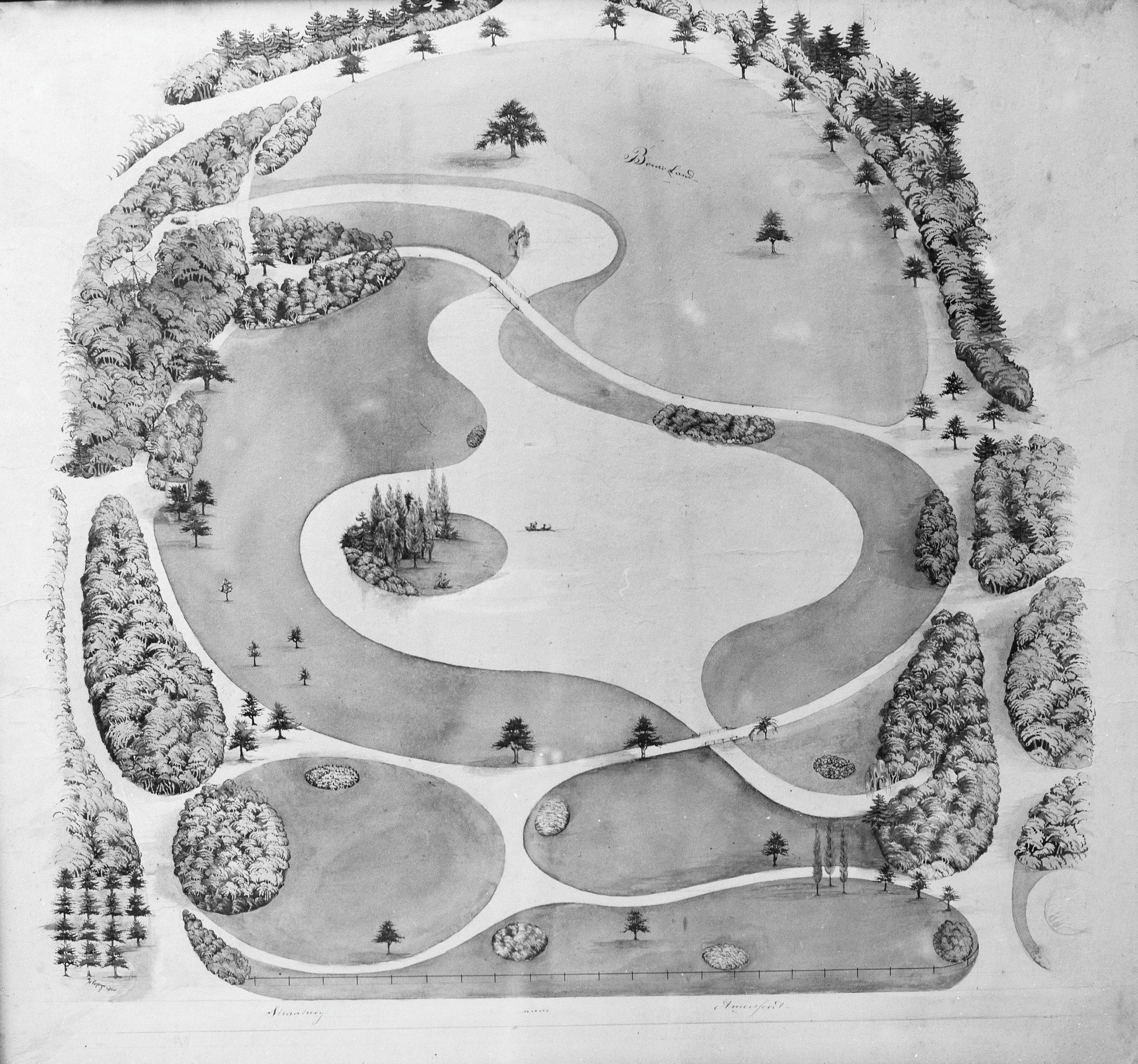
Ontwerp voor de tuin door H. Copijn 1860

Het Blookerpark is een wandelpark bij Huis ter Heide in de Nederlandse provincie Utrecht. Het park is een rijksmonument en ligt tussen Utrecht en Amersfoort aan de noordzijde van de Amersfoortseweg, ‘De Wegh der Weegen’, en wordt begrensd door de Ruysdaellaan, de Potterlaan en de Rembrandtlaan. 
Het park is de voormalige overplaats van buitenplaats Zandbergen, een 17e-eeuwse buitenplaats aan de zuidzijde van de Amersfoortseweg. In 1653 werd bij de aanleg van de Amersfoortseweg de grond aan weerszijden verkaveld voor de bouw van villa's. De woeste grond tegenover het oude Zandbergen, aangeduid als "de Overplaats", bestond voornamelijk uit heide en duinen. J. Schade van Westrum liet op het zuidelijke deel van een van de percelen het huis Zandbergen bouwen. De overplaats bestond in de tijd van de opeenvolgende eigenaren Pieter Maria de la Court en Jan Barend Beuker uit dennenbos, bouwland en lanen en hakbos en werd nadien omschreven als ‘terrein voor vermaak’.

## Johannes Blooker
In 1896 werd het landgoed aangekocht door cacaofabrikant Johannes Blooker (1850-1934). De Overplaats bestond toen uit heide en verwilderd bos. Blooker liet de overplaats aanleggen in Engelse landschapsstijl op een licht glooiend terrein, slingerpaden, doorkijkjes en beplant met diverse boomsoorten als kastanjebomen, beuken, lindebomen, coniferen en rododendronstruiken. De tuin had een vijver en twee percelen weiland. 
Het waarschijnlijk reeds aanwezige theekoepeltje (met het jaartal MDCC) werd bekleed met veldkeien. De theekoepel in het park is een rijksmonument en wordt in de volksmond 'Het Keienhuisje' genoemd. De zichtas van oude villa is verbonden met de noordelijk gelegen Rodichem en heet tegenwoordig Gezichtslaan. Deze laan heeft een lengte van 500 meter lang en is 22 meter breed. De met lindebomen en rhododendrons beplante laan versterkt de dieptewerking van de zichtas. 
De onregelmatig gevormde Blookervijver met daarin een eilandje ligt iets ten westen van deze Gezichtslaan. Bij de vijver staat een tuinbeeld van de godin Ceres.

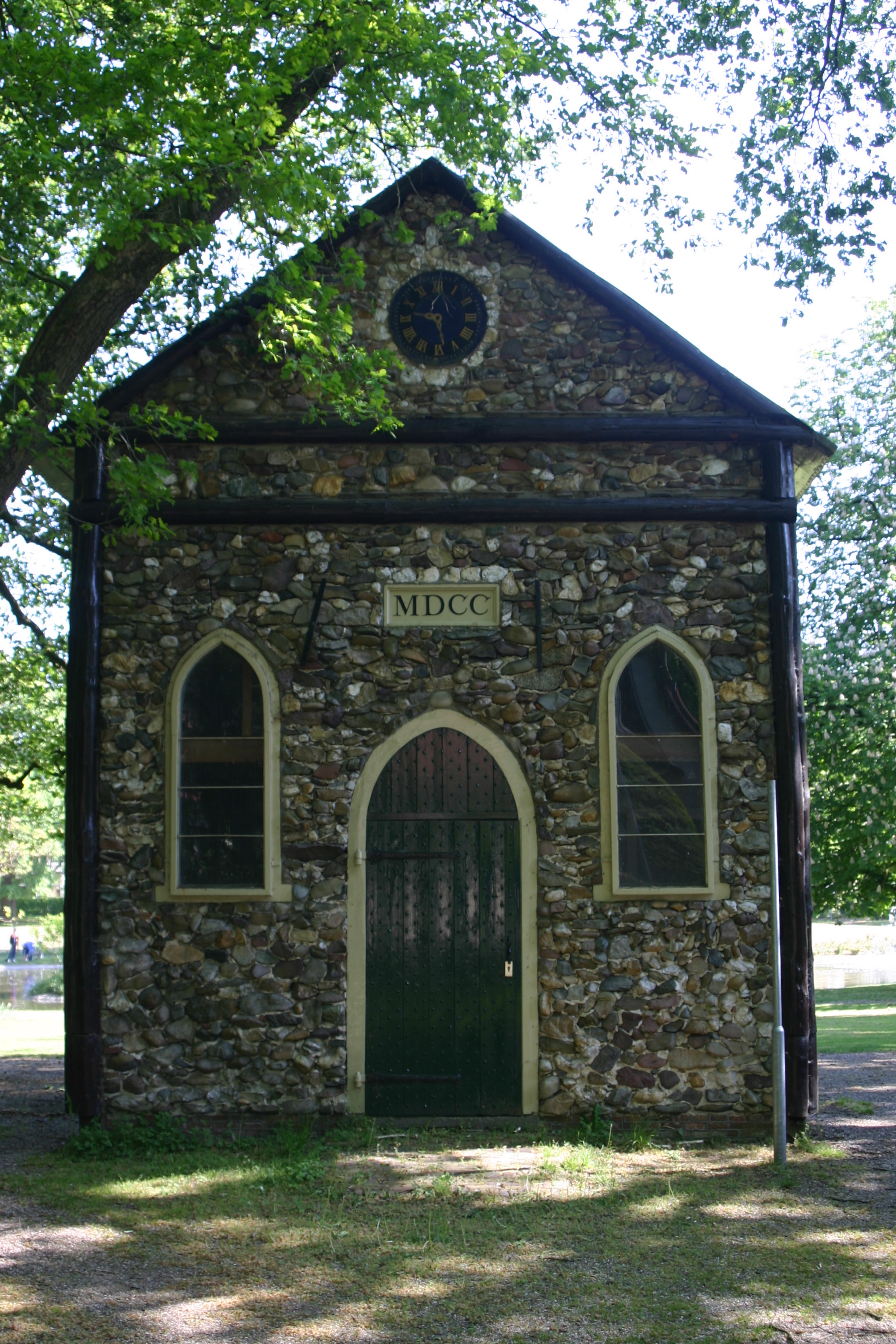
Keienhuisje
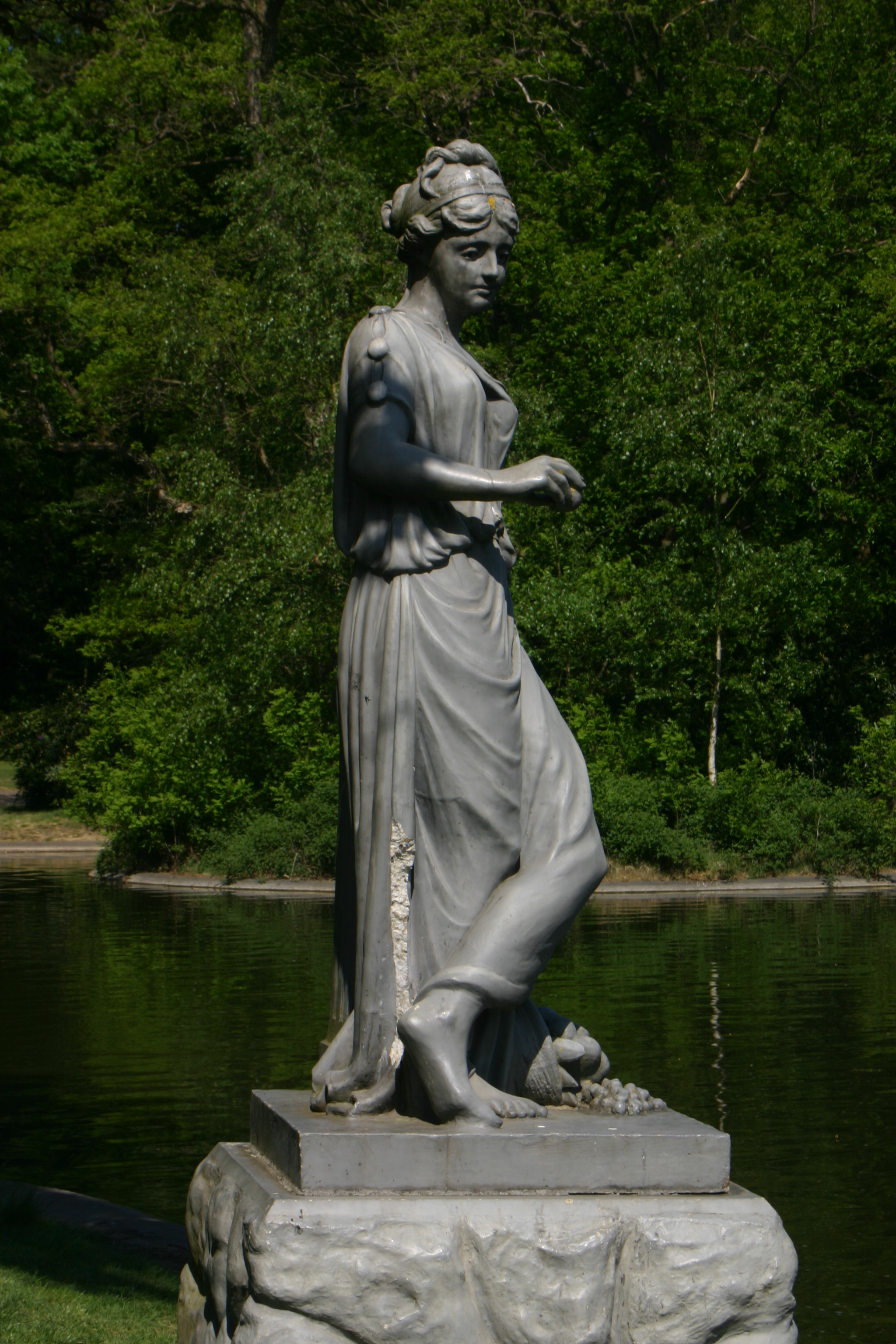
Tuinbeeld Ceres

## Projectontwikkeling

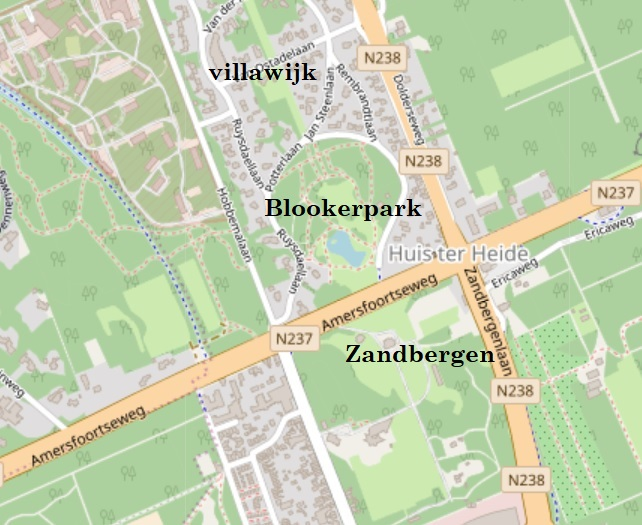
Ligging van het Blookerpark

Eind negentiende eeuw trokken welgestelden vanuit de stad naar buiten. Rond 1900 werd vanuit Utrecht een spoorlijntje aangelegd dat de nieuwe villaparken Bosch en Duin en Huis ter Heide met Zeist verbond. Op de plek waar de spoorbaan werd een stationnetje gebouwd. Het in 1971 verdwenen station Huis ter Heide werd daarna een café. Het inmiddels verdwenen spoor De Bilt-Zeist werd later een fietspad door het bos naar Bilthoven.
Blooker zag het terrein als investering en liet als projectontwikkelaar op het landgoed wegen aanleggen zodat er villa's op gebouwd konden worden. Door Hendrik Copijn werden veertig kavels ontworpen op 'villapark Overplaats Zandbergen'. Voor dit latere 'villapark Huis ter Heide' gebruikte Copijn gebruik de aanwezige zandpaden. De lanen kregen de namen van 17e-eeuwse schilders, de Gezichtslaan droeg destijds de naam Jacob van Campenlaan. De meeste kavels werden pas na de Tweede Wereldoorlog bebouwd. In 1912 verkocht Blooker het landgoed. Een jaar later liet hij aan de Amersfoortseweg het huis Nieuw Zandbergen bouwen tussen de vijver van het Blookerpark en het witte kerkje.
Het Blookerpark werd in de twintiger jaren geschonken aan de gemeente Zeist. Blooker en zijn vrouw behielden tot hun overlijden het vrije gebruik van het park. In 1938 kreeg de gemeente de vrije beschikking over het park en werd het een openbaar wandelpark.